# Exodus (film uit 2025)
Exodus is een dramafilm uit het Verenigd Koninkrijk die op 20 juni 2025 gelijktijdig op diverse digitale platforms werd uitgebracht. De film onderzoekt universele thema's zoals mediacensuur, door de staat gecontroleerde informatiemanipulatie en sociale polarisatie, waarbij de nadruk ligt op de gedeelde menselijke situatie van individuen uit verschillende sociale lagen in het aangezicht van oorlog, onderdrukking en migratie.

## Verhaallijn
Exodus portretteert de verweven reizen van een academicus, een politieagent en een Koerdische kunstenaar die doelwit worden van toenemende politieke repressie in Turkije na de Turkse staatsgreeppoging in 2016. De drie hoofdpersonen, door de staat bestempeld als 'terroristen', worden gedwongen hun families in de steek te laten en het land op illegale wijze te ontvluchten, waarbij ze leven onder de constante dreiging van arrestatie en gevangenschap.
Hun ontsnappingsroutes komen samen in een safehouse nabij de Griekse grens, waar ze elkaar ontmoeten, samen met andere ontheemden, waaronder Yazidi's en Congolese vluchtelingen. Samen navigeren ze door een gevaarlijk netwerk van mensensmokkelaars, terwijl ze zowel hun persoonlijke trauma's als het autoritaire regime waarvoor ze vluchten, onder ogen zien. De film belicht hun gedeelde strijd voor rechtvaardigheid, mensenrechten en vrijheid.
Door middel van deze elkaar kruisende verhaallijnen levert Exodus een bredere kritiek op autoritair bestuur, waarbij de staatscontrole over de rechterlijke macht en de media, het systematisch de mond snoeren van andersdenkenden en de groeiende polarisatie in de samenleving worden onderzocht. Hoewel de film geworteld is in de Turkse context, hanteert hij een universeel perspectief dat vergelijkbare repressieve omstandigheden in andere delen van de wereld weerspiegelt. Centraal in het verhaal staat de zoektocht naar veiligheid, waardigheid en rechtvaardigheid van degenen die tot ballingschap worden gedwongen.
Exodus is geïnspireerd op gebeurtenissen uit het echte leven die zich tussen 2016 en 2023 in Turkije hebben voorgedaan, met name in de nasleep van de mislukte staatsgreep in juli 2016. Na de staatsgreep riep de Turkse regering de noodtoestand uit en vaardigde nooddecreten uit die leidden tot de sluiting van meer dan 2000 instellingen die naar verluidt banden hadden met de Gülen-beweging. Deze instellingen omvatten scholen, universiteiten, ziekenhuizen, media en humanitaire organisaties.
Meer dan 1,6 miljoen mensen werden onderzocht op basis van criteria die niet in de wet zijn vastgelegd. Tienduizenden, waaronder journalisten, academici, ambtenaren en rechters, werden vastgehouden of gearresteerd. Als reactie op de toenemende politieke repressie na de couppoging in 2016, werden de paspoorten van meer dan 230.000 Turkse burgers door de autoriteiten ingetrokken, waarbij tienduizenden – velen van hen vermeende leden van de Gülen-beweging – naar verluidt het land op illegale wijze verlieten om asiel aan te vragen in verschillende Europese landen. Zowel rapporten van de overheid als van migratieonderzoek geven aan dat de meerderheid van de Turkse asielzaken in Europese landen na 2016 personen betrof die te maken hadden met vervolging door de staat in verband met vermeende Gülenistische banden.
Exodus vertelt de persoonlijke verhalen van individuen die onder deze omstandigheden gedwongen werden Turkije te ontvluchten, en biedt een filmisch portret van politieke vervolging en massale ontheemding.

## Prijzen

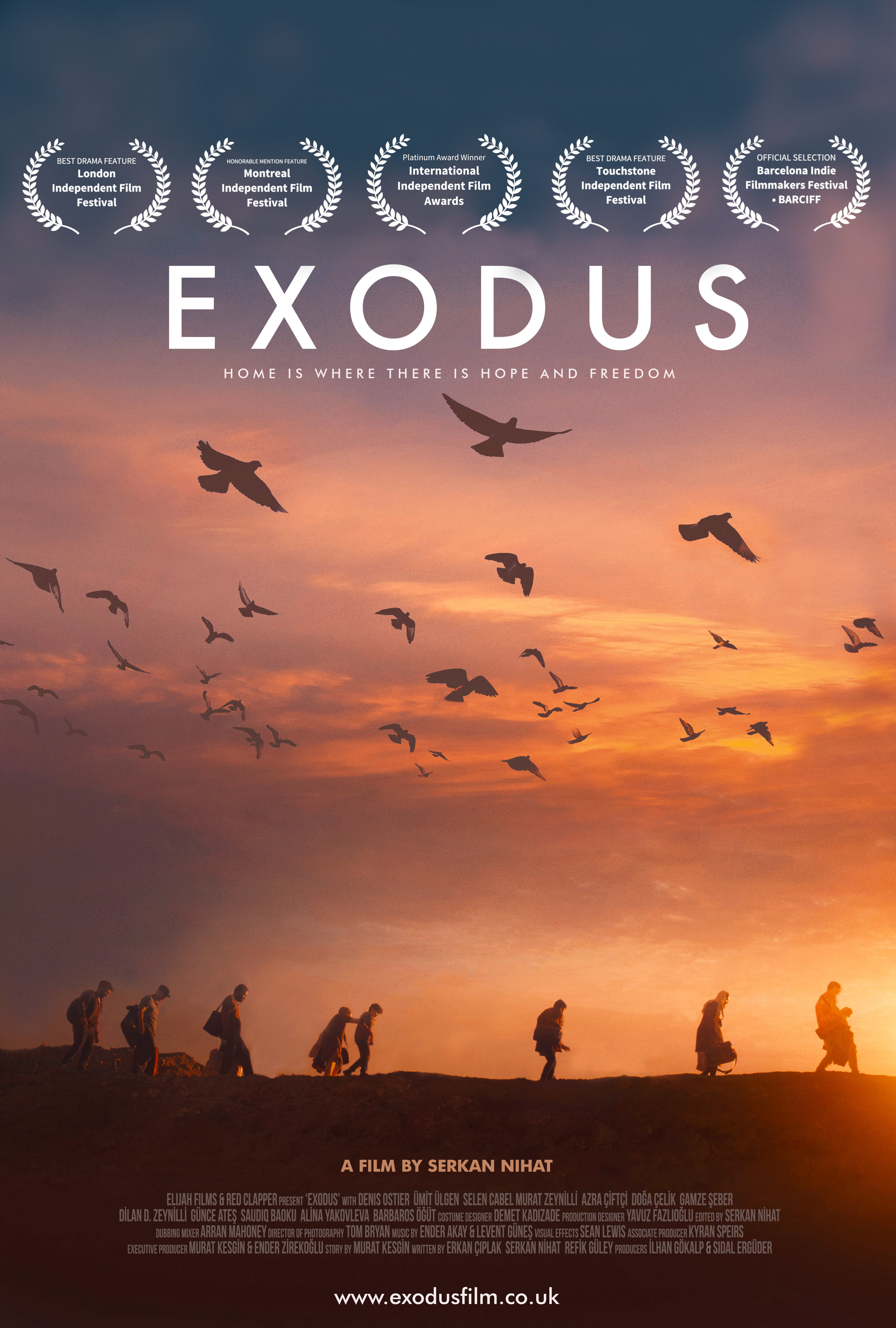
Een officiële poster met prijzen

Exodus kreeg in 2024 erkenning op verschillende internationale onafhankelijke filmfestivals. Op het London Independent Film Festival won de film de prijs voor beste dramafilm, waarbij regisseur Serkan Nihat en uitvoerende producenten Murat Kesgin en Ender Zirekoğlu werden erkend voor hun bijdragen.
Op het Touchstone Independent Film Festival werd Exodus opnieuw bekroond met de prijs voor beste dramafilm, met Nihat als regisseur vermeld.

## Ontvangst

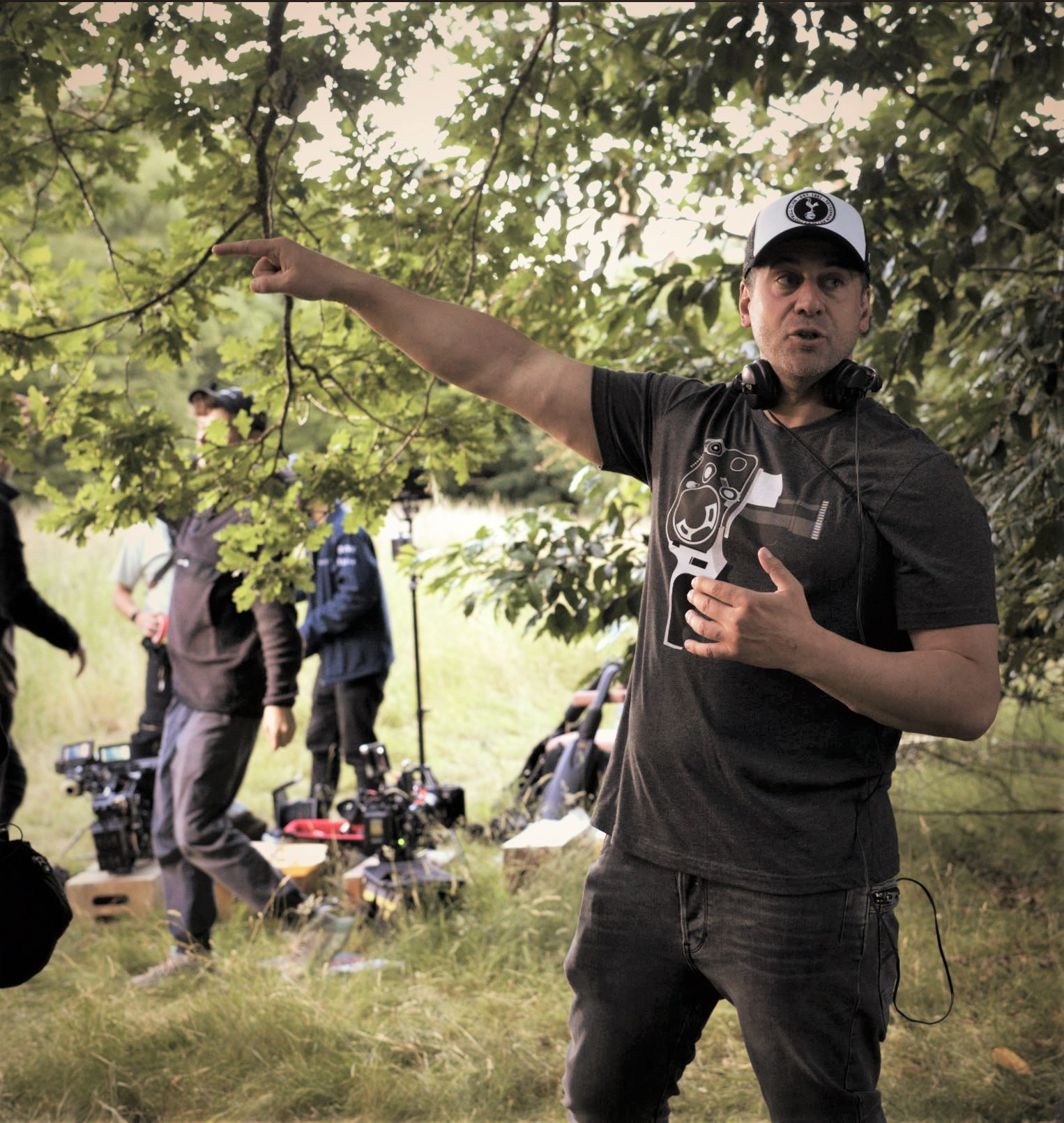
Serkan Nihat (de regisseur van Exodus)

De film werd door filmcriticus John Higgins in Turkish Minute omschreven als “een mooi voorbeeld van de cinematografische mogelijkheden die zich voordoen als je een sterk idee combineert met beperkte middelen.” Hij zei dat de verhalen in de film “emotioneel meeslepend” en “soms hartverscheurend” waren. Turkish Minute prees de film omdat deze krachtig was ondanks de beperkte middelen.
In een recensie voor The Guardian gaf Phil Hoad de film twee sterren (van de vijf). Hij beschreef Exodus als "een frontale aanval op het Turkije van Erdoğan" en prees de structuur met meerdere verhaallijnen en personages. Kritiek is er op de veelheid aan thema's, die te grofstoffelijk behandeld worden. Bovendien verdoezelen de mooie beelden de gruwelijke realiteit

### Censuur en controverse
In juli 2025 blokkeerden de Turkse autoriteiten alle trailers van Exodus op YouTube in Turkije na een klacht van de overheid, waarbij de politiek gevoelige inhoud van de film werd benadrukt.
Na het videoverbod zouden verschillende socialemediaplatforms, waaronder X (voorheen Twitter), Facebook en Instagram, officiële en promotionele accounts met betrekking tot de film hebben geblokkeerd of opgeschort. Volgens de organisatie EngelliWeb zijn ook de officiële website van Vereniging voor Vrijheid van Meningsuiting, YouTube-trailers en promotionele accounts (onder andere op X en Instagram) in Turkije geblokkeerd op grond van een beschikking van het 5e Strafhof van Ankara voor Vrede (Ankara 5. Sulh Ceza Hakimliği) (beslissing van 4 juli 2025, dossier-nr. 2025/8111).

## Cast en personages

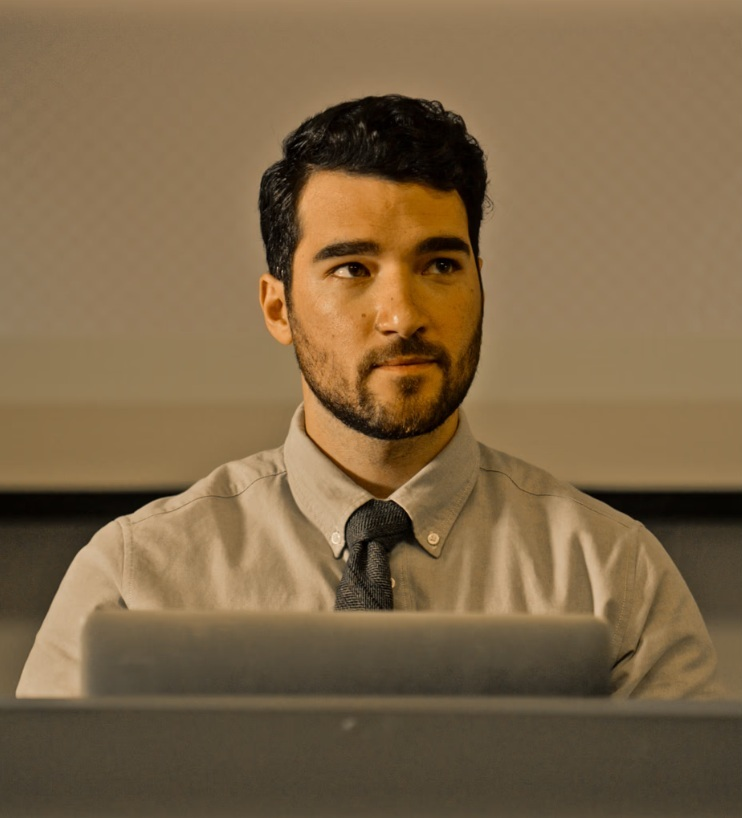
Denis Ostier speelde Hakan, een academicus in de film.

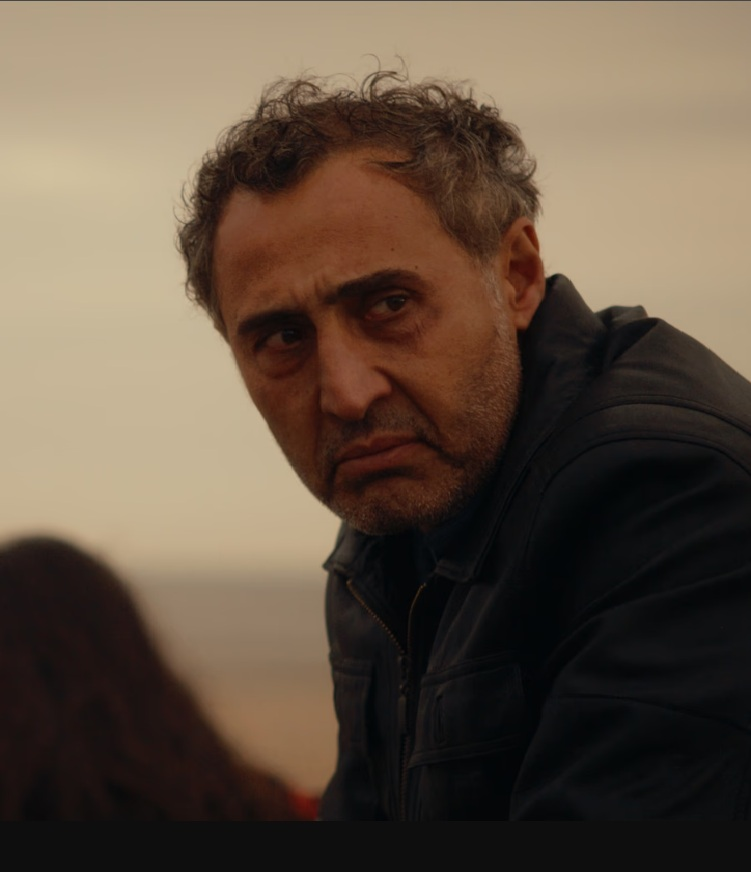
Ümit Ülgen speelde Mehmet, een politieagent in de film.

In de film spelen de volgende acteurs en actrices:
- Denis Ostier — Hakan: Nadat hij in 2019 zijn acteercarrière begon, kreeg hij zijn eerste hoofdrol in een speelfilm in Exodus.[18]
- Ümit Ülgen — Mehmet: Ülgen, die speelde in producties als " Doctor Strange " en " The Night Manager ", speelt politieagent Mehmet in de film. Een politiepersonage uit Erzurum; een portret van een strijd tussen geweten en plicht.
- Dilan Derya Zeynilli — Nilüfer: Een idealistische advocaat uit een rijke achtergrond.
- Doğa Çelik — Sahab: Een personage met een duister verleden, betrokken bij mensenhandel.
- Selen Cabel — Zelal: Een idealist van Koerdische afkomst met een artistieke ziel.
- Azra Çiftçi — Havin: Een Yazidi-vrouw, een oorlogsslachtoffer en een figuur op zoek naar hoop.
- Murat Zeynilli — Yılmaz: Een 33-jarige inlichtingenofficier; een nationalistische figuur met vroegere banden met Hakan.
- Günce Ateş — Nermin: Een moeder wiens man in Frankrijk woont; plaatst het verhaal in het kader van de concepten migratie en familie.
- Gamze Özdemir — Esra: Een wiskundelerares; worstelt met eenzaamheid nadat haar man Mehmet haar verlaat.
- Saudiq Baoku — Kembo: Een Congolese vluchteling. De band die hij met Eren opbouwt, weerspiegelt het belang van menselijkheid.
- Alina Yakovleva — Yaren: de 11-jarige dochter van Mehmet en Esra; een symbool van een kind dat getroffen is door oorlog.
- Barbaros Öğüt — Eren: Nermins 10-jarige zoon; het perspectief van een kind op de migratiereis.

## Productie
De regisseur van de film, Serkan Nihat, heeft een achtergrond in cinematografie en montage en woont in Londen. Hij werkte eerder als editor en producent van korte films en Britse televisieprojecten. Exodus is zijn eerste ervaring als regisseur van een speelfilm.
Murat Kesgin, een van de producenten, heeft dertig jaar ervaring in de Turkse televisiewereld. Hij was manager van verschillende tv-zenders en produceerde onder andere Küçük Gelin en was producent/schrijver van Iki Dünya Arasinda (2012) en Selam (2013).

## Uitgave
Exodus werd op 20 juni 2025 wereldwijd uitgebracht op grote digitale platforms, waaronder Amazon Prime Video, Apple TV, YouTube TV, Google Play Movies & TV en Vimeo.